# Musée juif de Grèce
Le musée juif de Grèce (en grec moderne : Εβραϊκό Μουσείο της Ελλάδος) est situé dans le quartier de Pláka à Athènes. Avec le musée juif de Thessalonique, le musée juif de Rhodes et le futur musée de l'holocauste en Grèce, il est l'un des quatre musées du pays consacrés à l'histoire et à la culture des Juifs de Grèce.

## Bâtiment
Le musée est situé à l'est de Pláka, à environ 300 m de la place Sýntagma et du Zappéion. Le bâtiment à la façade néo-classique du XIXe siècle fut totalement remanié de l'intérieur pour accueillir les collections. L'escalier central, construit autour d'un puits octogonal surmonté d'un dôme en verre, relie quatre étages divisés en niveaux intermédiaires de hauteur différente.
Le bâtiment héberge des espaces d'exposition de la collection permanente, des expositions temporaires et d'art contemporain, une bibliothèque, des archives photographiques ainsi qu'un laboratoire de recherche et de conservation des objets anciens de tradition juive.

## Histoire
Soutenue par la communauté juive d'Athènes, la création du musée fut concrétisée en 1977 au sein d'un bâtiment attenant à la synagogue Beth Shalom. L'Association des amis Américains fut créée en 1981, suivie quelques mois plus tard par l’Association des amis du Musée juif de Grèce rassemblant les communautés juives de Thessalonique et d'Athènes. Devant le manque d'espace à consacrer à une collection considérablement enrichie, le musée déménagea en 1984 dans des locaux loués au troisième étage du n° 36 de l'avenue Vasilíssis Amalías. En 1997, le bâtiment actuel fut acquis avec l'aide des communautés juives et du ministère de la Culture pour être transformé en musée,.
Níkos Stavroulákis (el), qui fut l'un des principaux instigateurs du musée en 1977, en fut également directeur jusqu'en 1993. L'archéologue Janét Battínou lui a depuis succédé.

## Collection
Les objets exposés, de nature très diverse, retracent l'histoire moderne de la tradition juive en Grèce. Des accessoires domestiques et pièces d'apparat côtoient des costumes traditionnels ou militaires, des objets liturgiques, des documents administratifs, des écrits, des photographies ou bien encore des œuvres d'art. Plusieurs objets proviennent d'anciennes synagogues du pays, comme celle de Rhodes et de Ioannina. En outre, la dissolution de la communauté juive de Patras en 1984 entraina le transfert de plusieurs éléments architecturaux de la synagogue locale au sein du musée.

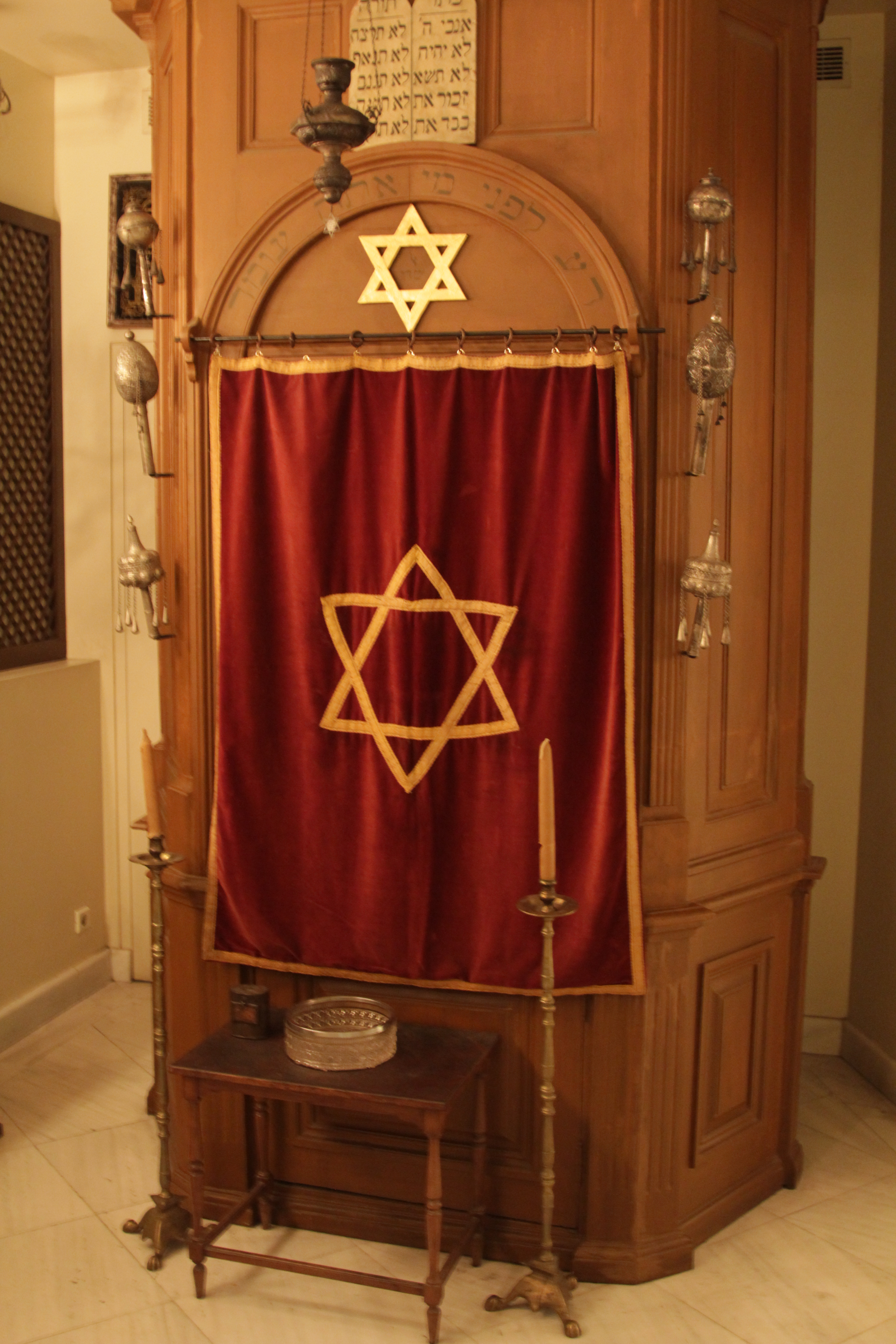
L'arche de la Torah de la synagogue de Patras
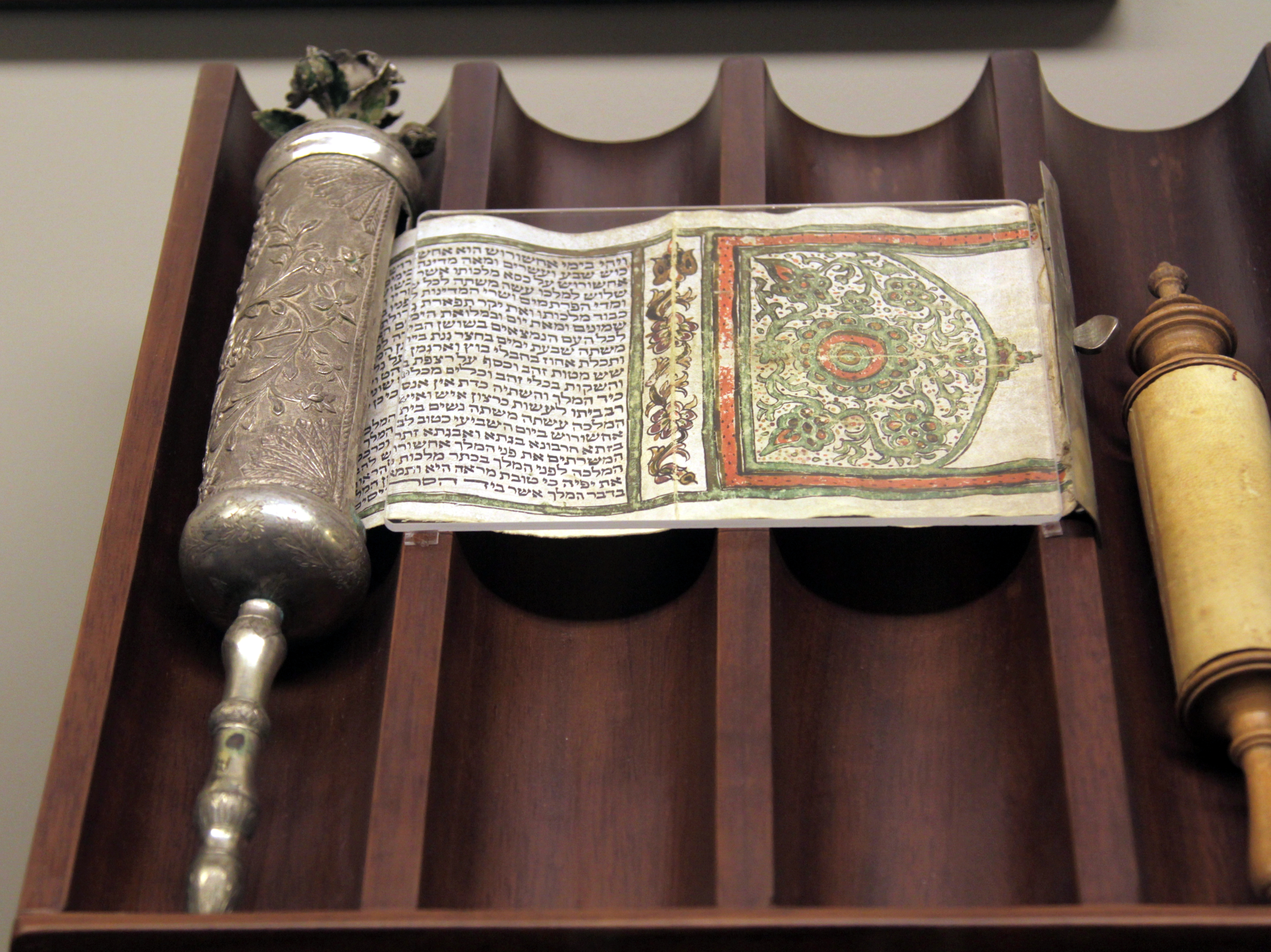
Livre d'Esther, 'Megillah', forgé et gravé en argent.
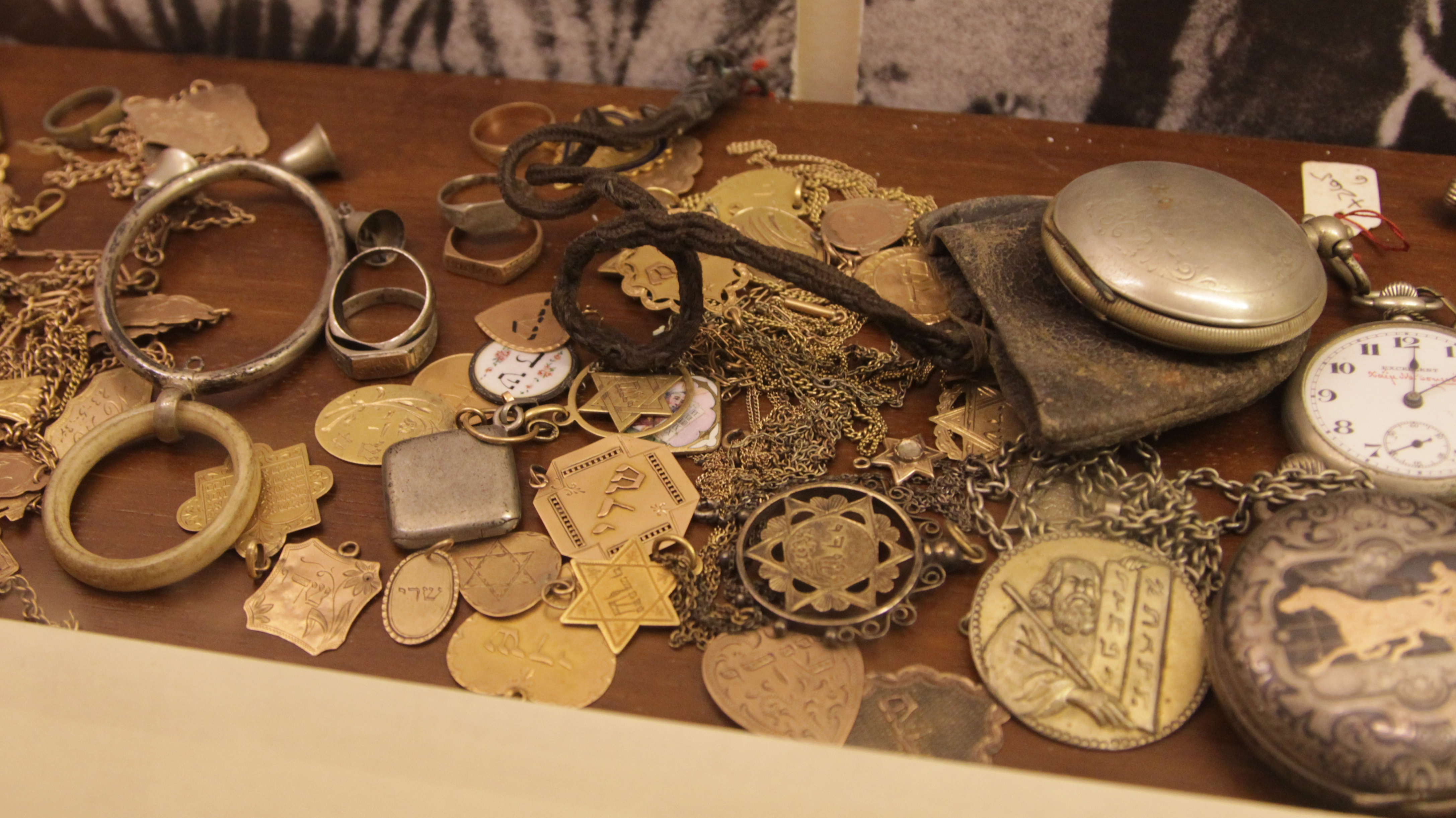
Biens volés par les nazis à la communauté juive
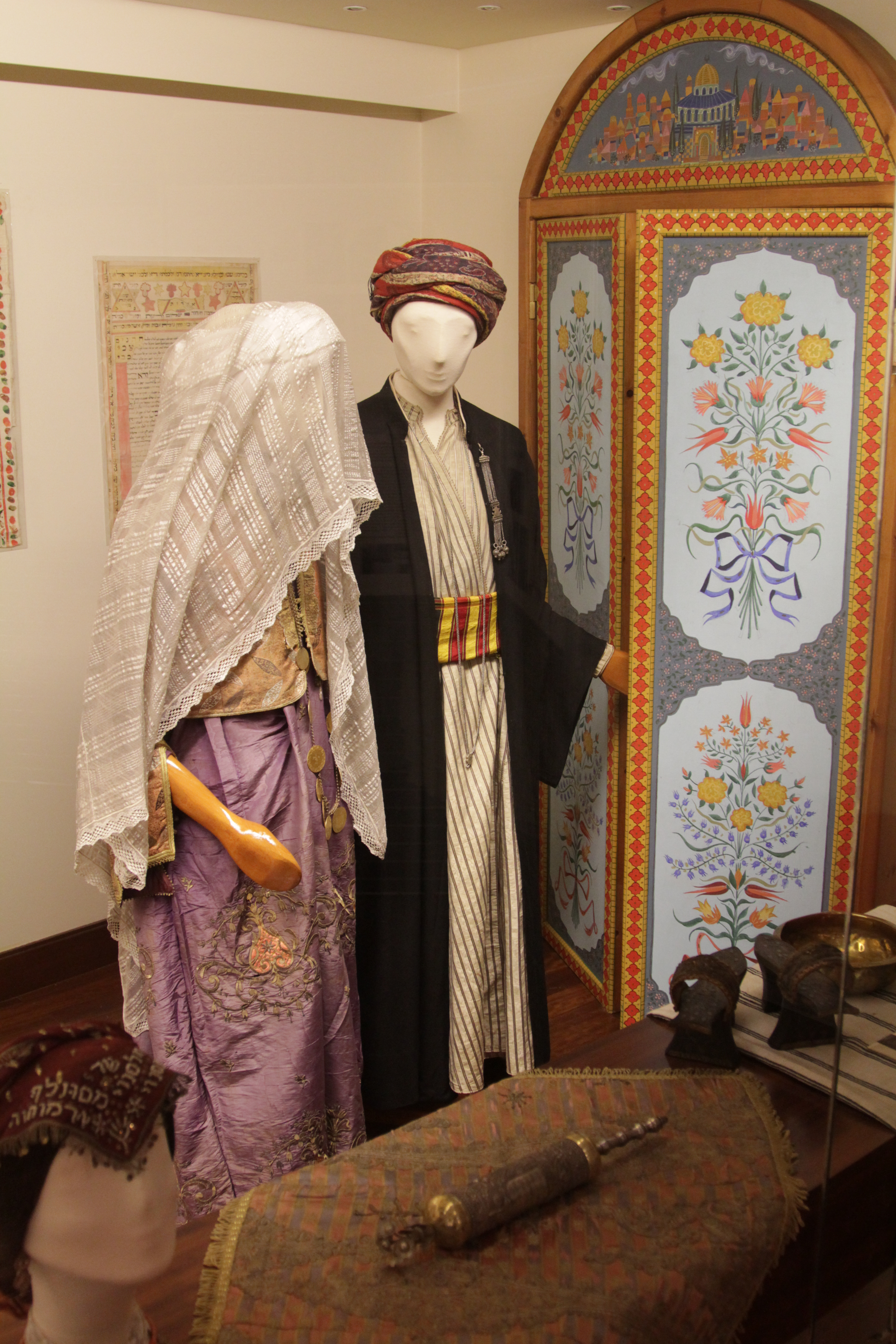
Costume traditionnel
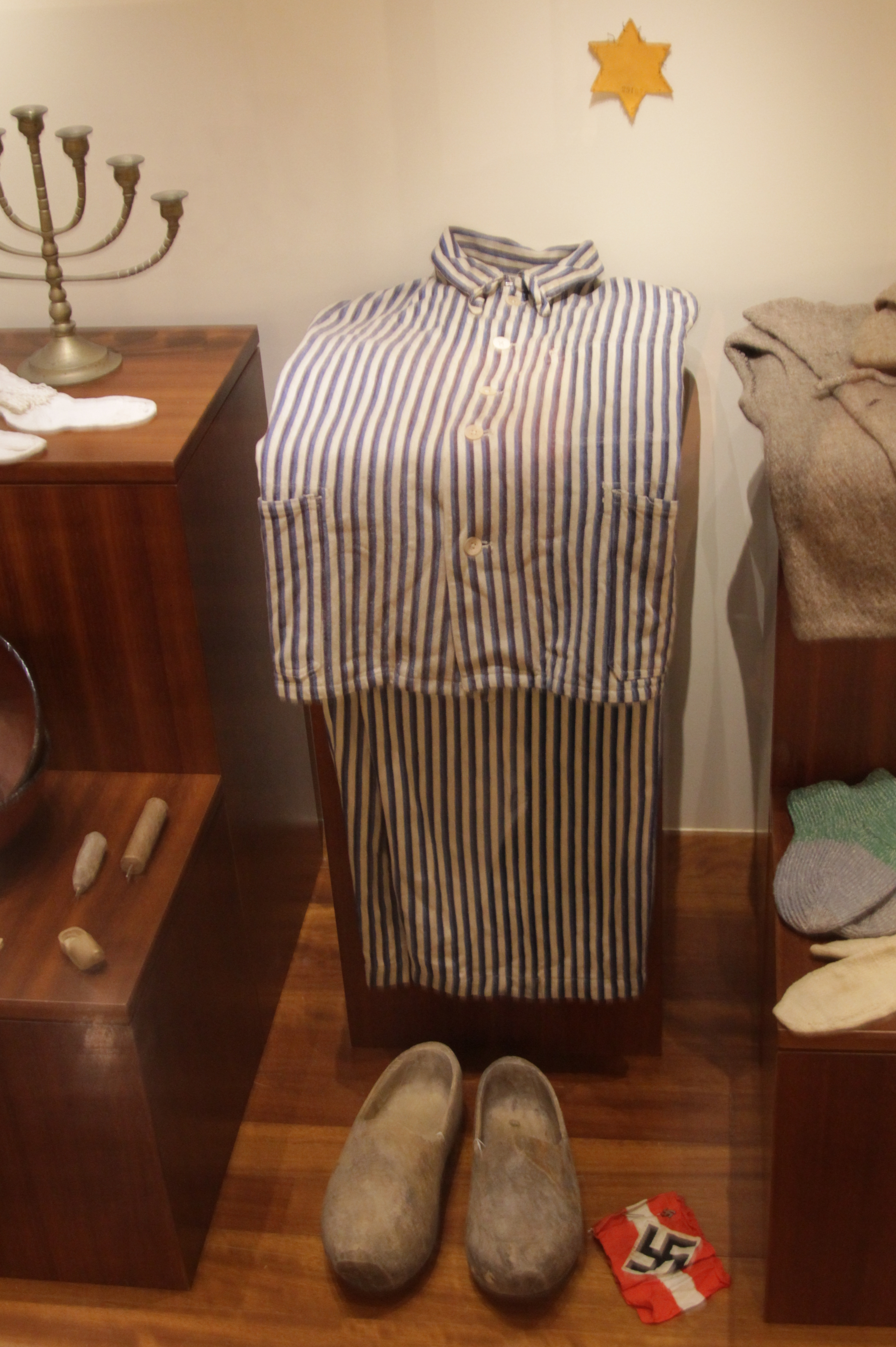
Uniforme de prisonnier à Dachau